# Лука Батуран
Лука Батуран (Врбас, 1983) асистент је са докторатом Правног факултета Универзитета у Новом Саду

## Образовање
Дипломирао је на Правном факултету Универзитета у Новом Саду 2007. године, где је 2010. године стекао и звање дипломирани правник – мастер. Докторске студије (модул економска анализа права, микроекономија и макроекономија) на Правном факултету Универзитета у Београду успешно окончао 2017. године одбранивши са одликом докторску дисертацију на тему Економска анализа правног режима за пренос права својине на непокретностима у Републици Србији (ментори проф. др Александра Јовановић и проф. др Драгор Хибер).

## Радна места
Уписан у именик адвокатских приправника 2008. године. На Правном факултету Универзитета у Новом Саду изабран у звање сарадника у настави 2008. године, а потом и у звање асистента за наставни предмет Основи економије 2010. године. У звање асистента са докторатом за наставни предмет Основи економије изабран 2017. године.

## Чланство у организацијама и телима
Члан Савета Правног факултета Универзитета у Новом Саду од 2012. године.
Уредник је рубрике Зборника радова Правног факултета у Новом Саду од 2009. године. Менаџер Зборника радова правног факултета у Новом Саду од 2013. године. Технички уредник Тематског зборника Хармонизација српског и мађарског права са правом Европске уније од 2013. године. Уредник Информатора – Интерног гласила Правног факултета Универзитета у Новом Саду био је две године, од 2011. до 2013. године.
Члан Европског удружења за економску анализу права (European Association of Law and Economics).

## Научни рад
У област научног интересовања спада економска анализа права (Law and Economics / Economic Analysis of Law), јавне финансије (Public Finance) и пореско право (Tax Law). Учествовао је на више међународних и домаћих научних скупова, а до сад је објавио већи број радова у страним и домаћим часописима. Такође, учествовао је и на пројектима Теоријски и практични проблеми стварања и примене права (ЕУ и Србија) и Правна традиција и нови правни изазови чији је носилац Правни факултет Универзитета у Новом Саду, Биомедицина, заштита животне средине и право чији је носилац Министарство науке Републике Србије, и Legal and Judical Reform Program чији је носилац немачка организација за техничку сарадњу GIZ.

## Изабрана библиографија
1. Батуран, Лука (2017). „Право страних лица да стичу својину на пољопривредном земљишту у Србији након законских новела из 2017. године” (PDF). Зборник радова Правног факултета у Новом Саду. 51 br. 3 / II: 1153—1175. Архивирано из оригинала (PDF) 29. 11. 2021. г. Приступљено 23. 10. 2018.
2. Цвјетковић, Цвјетана; Батуран, Лука (2017). „Решавање стамбеног питања као основ пореских олакшица у српском систему пореза на доходак грађана” (PDF). Зборник радова Правног факултета у Новом Саду. 51 br. 4: 1685—1698. Архивирано из оригинала (PDF) 29. 11. 2021. г. Приступљено 23. 10. 2018.
3. Батуран, Лука; Цвјетковић, Цвјетана (2016). „Могућности увођења акцизе на безалкохолна пића са додатком шећера у Србији” (PDF). Зборник радова Правног факултета у Новом Саду. 50 br. 3: 923—936. Архивирано из оригинала (PDF) 09. 12. 2021. г. Приступљено 23. 10. 2018.
4. Батуран, Лука (2015). „Економска анализа института права прече куповине у Закону о враћању одузете имовине и обештећењу” (PDF). Зборник радова Правног факултета у Новом Саду. 49 br. 4: 1961—1970. Архивирано из оригинала (PDF) 09. 12. 2021. г. Приступљено 23. 10. 2018.
5. Батуран, Лука; Батуран, Бранислава (2015). „Правно регулисање порођаја ван здравствене установе” (PDF). Зборник радова Правног факултета у Новом Саду. 49 br. 3: 1337—1353. Архивирано из оригинала (PDF) 29. 11. 2021. г. Приступљено 23. 10. 2018.
6. Батуран, Лука (2014). „Трговина између Србије и Русије у светлу царинских преференција и међусобних санкција Русије и западних земаља” (PDF). Зборник радова Правног факултета у Новом Саду. 48 br. 2: 431—445. Архивирано из оригинала (PDF) 04. 12. 2021. г. Приступљено 23. 10. 2018.
7. Батуран, Лука (2014). „Закуп државног пољопривредног земљишта” (PDF). Зборник радова Правног факултета у Новом Саду. 48 br. 3: 395—406. Архивирано из оригинала (PDF) 09. 12. 2021. г. Приступљено 23. 10. 2018.
8. Батуран, Лука; Максимовић, Бојана; Ђуричић, Јована (2014). „Једнакост плаћања мушке и женске радне снаге за једнак рад” (PDF). Право и друштвена стварност. br. 2: 379—390.
9. Батуран, Лука (2013). „Пренос права својине на пољопривредном и шумском земљишту на страна лица у Србији и другим земљама региона” (PDF). Зборник радова Правног факултета у Новом Саду. 47 br. 2: 515—531. Архивирано из оригинала (PDF) 02. 12. 2021. г. Приступљено 23. 10. 2018.
10. Батуран, Лука; Самарџић, Стефан (2013). „Пристанак лица да буде донор органа након смрти у српском праву” (PDF). Зборник радова Правног факултета у Новом Саду. 47 br. 4: 417—434. Архивирано из оригинала (PDF) 09. 12. 2021. г. Приступљено 23. 10. 2018.
11. Baturan, Luka (2013). „Economic Analysis of the Ban on Foreigners Acquiring Property Rights on Agricultural Land in Serbia” (PDF). Ekonomika poljoprivrede. 60 br. 3: 479—491.
12. Батуран, Лука (2012). „Субвенционисање куповине станова и станоградње” (PDF). Зборник радова Правног факултета у Новом Саду. 46 br. 3: 415—427. Архивирано из оригинала (PDF) 04. 12. 2021. г. Приступљено 23. 10. 2018.
13. Батуран, Лука (2012). „Стварање тржишта преносивих дозвола ради смењења емисија гасова који производе ефекат стаклене баште у Републици Србији” (PDF). Зборник радова Правног факултета у Новом Саду. 46 br. 2: 509—521. Архивирано из оригинала (PDF) 04. 12. 2021. г. Приступљено 23. 10. 2018.
14. Cvjetković, Cvjetana; Baturan, Luka (2012). „Establishing the Tradable Permit System for Emitting Greenhouse Gases in Western Balkan Countries”. Journal on Legal and Economic Issues of Central Europe. 3 br. 2: 27—32. Архивирано из оригинала 16. 06. 2018. г. Приступљено 23. 10. 2018.
15. Батуран, Лука (2011). „Могућност примене Коузове теореме ради постизања интернализације еколошког трошка у правном систему Републике Србије” (PDF). Зборник радова Правног факултета у Новом Саду. 45 br. 3: 779—793. Архивирано из оригинала (PDF) 04. 12. 2021. г. Приступљено 23. 10. 2018.
16. Батуран, Лука (2011). „Оправданост увођења привременог ограничења слободног извоза пшенице у Србији” (PDF). Зборник радова Правног факултета у Новом Саду. 46 br. 1: 535—548. Архивирано из оригинала (PDF) 19. 09. 2020. г. Приступљено 23. 10. 2018.
17. Цвјетковић, Цвјетана; Батуран, Лука (2018). „Улога економских инструмената у управљању отпадном амбалажом за пиће” (PDF). Зборник радова Правног факултета у Новом Саду. 52 br. 1: 259—274. Архивирано из оригинала (PDF) 08. 12. 2021. г. Приступљено 23. 10. 2018.